# Nikita de Novgorod
Nikita, Nicétas le Reclus ou Nicétas de Novgorod (mort en 1108) est un saint moine de l'Église orthodoxe, évêque de Novgorod, fêté dans le calendrier julien le 14 mai, le 31 janvier (date de sa mort), et le 30 avril (date de la translation de ses reliques en 1558). Il est fêté par les Uniates catholiques le 31 janvier (13 février).

## Biographie
Nicétas, peut-être originaire de Kiev, est moine de la laure des Grottes de Kiev dès sa prime jeunesse. Malgré les réticences de son higoumène, il devient reclus. Sa vie en solitaire le confronte à de multiples tentations du démon dont celle de ne connaître par cœur que l'Ancien Testament et de ne pas étudier en profondeur les Évangiles. Il possède un don de prémonition et sa renommée parvient aux oreilles du prince Iziaslav. Nicétas le prévient du meurtre du prince Gleb Sviatoslavovitch (en 1078) et conseille donc à Iziaslav d'envoyer son fils, le prince Sviatopolk, comme prince de Novgorod. L'higoumène Nikon procède, avec d'autres moines, à l'exorcisme de Nicétas, qui déclare sous serment n'avoir lu aucun des livres qu'il avait cités autrefois et avoir même perdu la notion de l'alphabet. Il est obligé d'apprendre à nouveau l'alphabet. 
Il est consacré évêque de Novgorod en 1096. Il y fait construire plusieurs églises, dont la première église de bois de la Transfiguration-du-Sauveur-sur Iline (reconstruite en pierre en 1374), celle de l'Annonciation et celle de bois de la Nativité-de-la-Mère-de-Dieu du monastère Saint-Antoine. Les chroniques hagiographiques (rédigées entre le XIe et le XIIIe siècle) racontent que Nicétas a pu miraculeusement faire cesser des incendies ou des pluies torrentielles. 
Il meurt en 1108 et il est enterré à la cathédrale Sainte-Sophie de Novgorod. Il est canonisé par le concile réuni par Macaire de Moscou en 1547. La translation de ses reliques a lieu le 30 avril 1558 par l'archevêque Pimène de Novgorod. L'archevêque Serge les transfère en 1956 de la cathédrale Sainte-Sophie à la collégiale Saint-Nicolas et en 1993 elles retournent à Sainte-Sophie.

## Source
- (ru) Cet article est partiellement ou en totalité issu de l’article de Wikipédia en russe intitulé « Никита (епископ Новгородский) » (voir la liste des auteurs).